# Старий Колодязь
Старий Колодязь — село в Україні, в Синельниківському районі Дніпропетровської області. Входить до складу Брагинівської сільської громади. Населення становить 55 осіб. До 2020 року орган місцевого самоврядування — Хорошівська сільська рада.

## Історія
7 (20) листопада 1917 року, відповідно до Третього Універсалу Української Центральної Ради, увійшло до складу Української Народної Республіки.
12 червня 2020 року, відповідно до розпорядження Кабінету Міністрів України № 709-р від «Про визначення адміністративних центрів та затвердження територій територіальних громад Дніпропетровської області», увійшло до складу Брагинівської сільської громади.
19 липня 2020 року, в результаті адміністративно-територіальної реформи та ліквідації  Петропавлівського району, село увійшло до складу новоутвореного Синельниківського району.

## Географія
Село Старий Колодязь знаходиться в балці Журавка на відстані 4 км від села Хороше і за 3,5 км від села Далеке (Лозівський район).

## Населення

### Мова
Розподіл населення за рідною мовою за даними перепису 2001 року:
| Мова       | Відсоток |
| ---------- | -------- |
| українська | 94,5 %   |
| російська  | 5,5 %    |